# Кубб

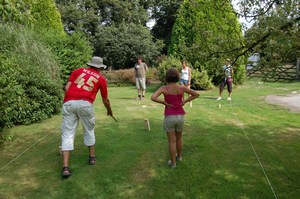
Гра в кубба

Кубб — гра просто неба, що походить з острова Готланд, Швеція і ведеться двома командами, на одному полі, одна команда проти одної. Команди по черзі намагаються збити фігури на стороні супротивника, маючи на це по шість спроб на кожну атаку. Цей процес супроводжується деякими обмеженнями та правилами, що стосуються техніки кидка при вибиванні, послідовності вибивання різних фігур по перевазі та іншого.
Гра не викликає складності навіть у дітей і людей похилого віку. Поєдинок професіоналів за напруженням може зрівнятися з шаховою партією, тому в Європі гра має іншу назву «шахи вікінгів» (англ. «Viking chess»).
Газон, ґрунт, асфальт, пісок і навіть укочений сніг — будь-яке з цих покриттів підходить для гри в кубб. Простота елементів гри дозволяє виготовити набір самостійно.

## Історія
Хоча широко поширена думка про те, що коріння гри кубб сягають глибокої давнини, в епоху вікінгів, на цей рахунок є безліч версій і припущень, не завжди позбавлених підстав, але вони не досить серйозні, щоб стверджувати щось напевно. Наприклад, згадки про цю гру немає в переліку традиційних ігор Готланду (Föreningen Gutnisk Idrott), складеному в 1912 році. Існує згадка про проведену на початку XX століття матчу гри з такою назвою, але наскільки правила тієї гри відповідають описаним в цій статті — невідомо. Достовірно історія кубб веде відлік з 1990 року, від початку комерційного випуску варіанту гри, а по-справжньому популярною вона почала ставати після проведення першого чемпіонату в Готланді в 1995 році. А поки факт приналежності саме цього куббу культурі вікінгів залишається вдалим комерційним прийомом, що підвищує продажу в скандинавських країнах.

## Підготовка

### Ігровий інвентар

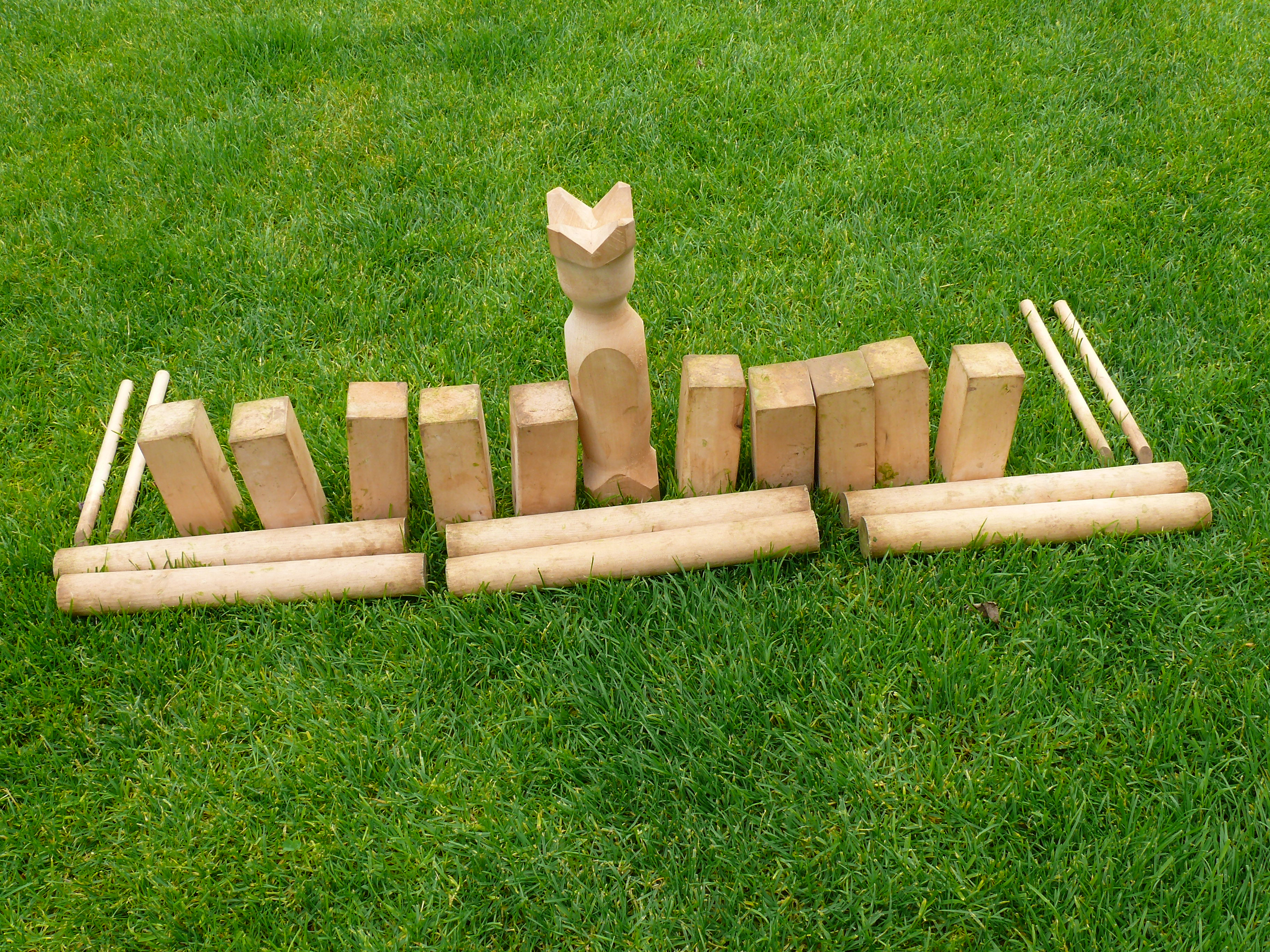
Набір для гри в кубба

4 кілочка розмітки (30 × 2 × 2 см, загострені з одного кінця) — з їх допомогою відзначаються габарити поля.
6 біт (30×4,4 см) — як і в городках, вони використовуються для вибивання фігур в поле, але техніка кидка дещо інша.
10 маленьких куббов (15×7×7 см) — найактивніша фігура в грі. На початку їх по п'ять у кожної команди. В процесі гри команди намагаються вибити їх на стороні суперника, використовуючи біти.
1 великий кубб — король (30×9×9 см, часто прикрашається короною і фігурними вирізами) — Повалення короля є метою всієї гри.
Варіанти комплектації
Іноді використовується тонка стрічка, для більш чіткого маркування кордонів поля. Також в комплекті може йти додаткова пара кілочків, для позначення центральної лінії.

### Кількість гравців
В офіційних іграх використовуються варіанти 1 × 1 і 2 × 2, в неформальній обстановці так само часто використовуються варіанти 3 × 3 і 6 × 6. З огляду на той факт, що згідно з правилами в одній атаці команда одержує 6 кидків, при такому співвідношенні учасників біти можна порівну розподілити між усіма гравцями.
Також кубб має таку незвичну особливість для спортивних ігор, як можливість грати нерівними складами. Так, збираючи компанію для ігор в кубб, не варто переживати, щоб число учасників було парним, навіть при 3 × 4 ніхто не випаде з компанії.

### Ігровий майданчик

#### Розмір
Стандартна величина ігрового майданчика, який використовується під час міжнародних змагань, 5 × 8 метрів. Але під час проведення неформальних матчів, якщо ви граєте в сімейному колі, або грають діти, або ви граєте в перший раз, майданчик варто зменшити. Розмір може бути 7 × 5 м, 5 × 2 м або будь-який як вирішать гравці. Також, в сторону збільшення, це може бути 10 × 6 м або 15 × 7 м, якщо ви відчуваєте, що ви і ваш суперник до цього готові. Розмір майданчика повинен завжди варіюватися і відповідати рівню гравців, від цього ігровий процес тільки виграє.

#### Розмітка
Після того, як гравці визначилися з розміром, вони відзначають кути прямокутного поля за допомогою 4 кілочків (1). Ігровий майданчик має бічні лінії (2), вони довше, і базові лінії (3, 4), вони коротші, а також центральну лінію, проведену паралельно базовим точно між ними, вона розділяє майданчик на дві половини — ігрові зони (5, 6) суперників. Відзначають центральну лінію пізніше, встановивши на ній одну з фігур.
Так на початку гри кожна команда отримує в своє розпорядження базову лінію і ігрову зону.

#### Стартова розміщення фігур
По двох базових лініях, від кілочка до кілочка на рівній відстані один від одного виставляються маленькі кубби «вікінги» (7), по п'ять на кожній стороні. Великий кубб «король» (8), встановлюється в самому центрі, він визначає центральну лінію, яка ділить поле на ігрові зони суперників.
У разі, коли грають нерівні суперники, наприклад, дорослий проти дитини, різницю в рівні гравців можна компенсувати встановивши великий Куббу ближче до базової лінії слабшого, це дасть йому невелику перевагу.

## Правила. Хід гри

### Кидки в кубб

#### Техніка кидка біти

Техніка кидка біти в кубб

Гравець тримає биту за один з кінців, його рука, витягнута вниз, відтягується трохи назад для замаху і, не відхиляючись в сторони, рухається вперед, під пахвою, торцем в напрямку мети попадання, викидається з невеликим зворотним крутінням або без нього. Варіанти з замахом зверху, крутінням типу «вертоліт», «пропелер», кидок біти боком, і будь-який інший варіанти неприпустимі. Якщо в результаті кидка гравець зробили крок або підстрибнули, не страшно, головне, щоб у момент, коли біта залишає руку, він стояв на майданчику.

#### Техніка кидка кубб
Техніка кидка куббу, в цілому схожа з технікою кидка біти, кидок також повинен бути виконаний з-під пахви, різниця лише в тому, що кубб можна тримати як завгодно і надавати йому яке завгодно обертання.

### Початок гри
Спочатку суперники розігрують право першого ходу. Якщо в команді більше одного гравця, вони повинні вирішити, хто з них виконає цю процедуру.
Обидва гравці зайнявши позицію на своїй базовій лінії, одночасно кидають біту, та той, чия біта впала ближче до короля, не торкаючись його, видобуває для своєї команди право атакувати першими. Той гравець, чия біта в процесі розіграшу все-таки торкнулася короля, автоматично втрачає право першого ходу; якщо обидва гравці торкнулися, процедура повторюється.

### Перевага фігур
Фігури, які беруть участь в грі, поділяють по перевазі на три рівні.
Перевага фігур визначає послідовність, правилами якої гравець повинен керуватися вибираючи цілі. Тобто фігури вищого номіналу не можуть бути атаковані, поки не вибиті фігури більш нижчого.
Польовий кубб «Перебіжчик» (нижчий номінал) — кубби, що знаходяться в полі, між базовими лініями суперників (але не на них). Збиваються в першу чергу.
Базовий кубб «Вікінг» (середній номінал) — кубби що знаходяться на базових лініях. Атакують тільки при відсутності польових куббів в ігровій зоні суперника. Якщо базовий кубб був збитий випадково, не в свою чергу, його слід повернути на своє місце у вертикальне положення.
Великий кубб «Король» (вищий номінал) — знаходиться в центрі поля, точно між базовими лініями суперників. Атакується останнім, тільки якщо всі польові та базові кубби суперника збиті. Якщо король збитий випадково, не в свою чергу, команда що атакує отримує поразку.
Маленькі кубби в процесі гри можуть змінювати свій номінал потрапляючи в ігровий майданчик, великий кубб — король, завжди має вищий номінал.

### Основні етапи гри
1. атака — 6 спроб збити кубби на стороні суперника,
2. вкидання — збір повалених куббів в своїй зоні і вкидання їх в ігрову зону суперника,
3. виставлення вкинутих куббів, тобто переведення їх у вертикальне положення, командою в зону якої було скоєно вкидання.

#### Атака
Після того, як було вирішено, хто почне першим, команда, що отримала це право, розподіляє біти між її учасниками.
Атакуючий займає позицію у лінії кидка і, використовуючи оригінальну техніку, намагається збити кубби на стороні суперника, враховуючи правило про гідність фігур. В одній атаці команда має 6 спроб, за кількістю біт в комплекті.
При цьому абсолютно не важливо, як будуть розподілені біти між її учасниками, команда це вирішує сама. Якщо в команді двоє гравців, біти можна розподілити порівну, або один може кинути 2 рази, інший 4, або взагалі все 6 кидків один, а другий вступити в гру в наступній атаці. Кидати же двом гравцям одночасно або одним гравцем кілька біт заборонено.

#### Лінія кидка
Лінія, від якої гравці здійснюють свою атаку. Визначається положенням найближчого куббу в ігровій зоні атакуючої команди, до базової лінії суперника. Через цей кубб гравець проводить уявну лінію, паралельно базової, вона і називається лінією кидка. Гравець може переміщатися паралельно цій лінії або відходити назад, але не виходячи за межі бічних ліній. Відповідно, якщо під час атаки усі кубби в ігровій зоні атакуючого знаходяться на базовій лінії, вона і буде вважатися лінією кидка.

#### Вкидання
Якщо після завершення однієї з атак не був збитий жоден кубб, суперник може відразу приступати до своєї атаки.
Якщо був збитий один або кілька куббів (відповідно до правила про перевагу фігур), гравці команди яка потерпіла втрату збирають все повалені кубби та вкидають їх в ігрову зону суперника.
Вкидання куббу проводиться тільки з базової лінії і при використанні тільки оригінальної техніки!
СтратегіяПри вкиданні треба враховувати, що після того як ваші кубби виявляться в ігровій зоні суперника, вони стануть грати проти вас, відповідно до правил послідовності їх доведеться збивати в першу чергу. А тому гравець повинен прагнути, щоб при вкиданні куббу зупинялися відразу за центральною лінією, ближче до його лінії кидка, і падали найбільш купчасто, що підвищить ймовірність однієї битою збити кілька куббів. Також не варто вкидати кубб занадто близько до короля, тому що це підвищить ризик його зачепити, що в свою чергу може спричинити за собою поразку.

#### Помилки вкидання
Якщо вкидаючи гравець не влучив у ігрову зону суперника, він має право перекинути кожен кубб один раз, але тільки після інших.
СтратегіяТакож він може скористатися куббами що залишилися та під час їх вкидання спробувати заштовхнути в зону кубб що випав. Якщо це зробити не вдалося, гравцеві повертають кубб що випав, і він вкидає його повторно.
У тому випадку, якщо один кубб не вдалося вкинути в зону два рази, суперник має право виставити цей кубб в своїй ігровій зоні в будь-якому місці на свій розсуд, але не ближче однієї довжини біти від короля або будь-якого з кілочків.
СтратегіяЧасто гравці в цьому випадку відміряють потрібну відстань від короля і виставляють куб точно за ним.

#### Розміщення
Коли усі кубби, що збиті в минулій атаці, так чи інакше виявилися в ігровій зоні однієї з команд, гравці цієї команди виходять на поле, щоб виставити їх, тобто перевести в вертикальне положення.
Правила розміщення польового куббуСпочатку гравці команди-захисника вирішують між собою, який кінець кожного з куббів буде вважатися підніжжям, виходячи із стратегічних цілей. Коли це встановлено, не відриваючи від землі ту сторону підніжжя, яка вже дотикається майданчика («не рухаючись»), перекладайте кубб у вертикальне положення, немов відкриваєте дверцята.
Якщо після вкидання всіх куббів два або більше з них стикаються (до цього зазвичай прагне команда що атакує), вони виставляються разом. Спочатку в вертикальне положення, за правилами, слід перевести один, будь-який з куббів, потім до нього підставляють інші кубби з дотичної групи, щоб і в вертикальному положенні вони також стикалися.

#### Атака короля
Якщо в одній з атак команда зуміла вибити всі польові та базові кубби, і при цьому у неї з шести даних спроб залишилися невикористані, команда може атакувати короля. Короля можна збити тільки з базової лінії.
Збитий за всіма правилами король приносить команді що атакує перемогу. У тому випадку, якщо король був збитий випадково не в свою чергу, атакуюча команда отримує поразку.

## Варіанти правил
У багатьох країнах і регіонах правила можуть відрізнятися. Хоча варіант викладений вище — найпоширеніший, ось деякі з варіантів:
- У першій атаці гри можна використовувати тільки 4 біти (не 6). Це правило може бути корисним, якщо майстерність суперників дуже високо. У класичному варіанті перша атакуюча команда, жодного разу не промахнувшись, має можливість не дати супернику шансу відповісти.
- Вкинуті кубби, які стикаються, виставляються не поруч, а один на інший.
- Команда, яка отримала право першого ходу, може також вибрати сторону ігрового майданчика.
- Польовий кубб, вибитий двічі, видаляється з поля, це значно спрощує і прискорює гру.
- Команда, що збила базовий кубб не в свою чергу, втрачає усі спроби що залишилися в поточній атаці.
- Команда, яка отримала право атакувати короля, має на це тільки одну спробу в одній атаці, незалежно від того, скільки біт у неї залишилося.

Нагадуємо, що це всього лише варіанти, які не обов'язкові до виконання, а частіше навіть небажані.

## Чемпіонати
Щорічно проводяться чемпіонати по кубб на острові Готланд в Швеція, в місті О-Клер (штат Вісконсин) в США, а також в інших країнах.